# Ramón Barreiro
Ramón Barreiro Vázquez (Castronuño, Valladolid, 28 d'agost de 1906 - Madrid, 1 de maig de 1981, va ser un fotògraf, cineasta i escriptor gallec.

## Trajectòria
Barreiro era fill del fotògraf d'A Estrada Ramón Barreiro Barcala, establert a Mèxic, que va tornar amb la seva família a Galícia el 1910, establint-se a Pontevedra. El 1925 va començar a col·laborar amb el seu germà Enrique amb el rodatge de pel·lícules i en les seves investigacions en el cinema en color, com el documental Pontevedra, cuna de Colón estrenat al Teatro Principal de Pontevedra el 1927.
El 1932 va cofundar la productora Folk amb el seu germà Enrique i el pintor Ramón Peña, amb qui va realitzar un informatiu de cinema gallec que va durar fins al 1935. va rodar el documental Por unha Galicia nova, donant suport a l'Estatut d'Autonomia de Galícia. Les dificultats econòmiques i les desavinences amb el seu germà el van portar a traslladar-se a Madrid el 1935 per dedicar-se a la publicitat. El 1936 va ser contractat per l'empresa CEA per a la realització dels documentals Jerez, El monasterio de piedra i Velázquez. Durant la guerra civil va treballar per al bàndol republicà i va fer el curtmetratge Madrid heroico pel SUICEP (Unió Única de la Indústria del Cinema i Espectacles Públics), dependent de la CNT
Al final de la guerra va rentar la reputació amb el llibre Metralla blanca del Madrid rojo (1939). Va començar una carrera literària, va escriure una obra de teatre per a nens i va publicar el llibre Nosotros los hombres (1943); també va col·laborar al diari Informaciones. Als anys 40 va dirigir diversos documentals com la sèrie Retablo español. El 1944 va dirigir el seu primer llargmetratge El sobrino de don Búfalo Bill, el primer dels seus films de comèdia i paròdia.
Va fer programes a la Televisió Espanyola com Club mediodía i Teleclub, i va tornar esporàdicament al cinema, treballant com a coguionista de la pel·lícula de León Klimovsky Torrejón City (1962).

## Filmografia
- El sobrino de don Búfalo Bill, 1944.
- El otro Fu-Man-Chú, 1946.
- El pirata Bocanegra, 1946-49.
- Póker de Ases, 1947.
- Pototo, Boliche y compañía, 1948.

## Obra literària
- Metralla blanca del Madrid rojo, 1939.
- Nosotros los hombres, 1943.
- El nuevo pecado de Adán y Eva, 1965.